# Crimson and Clover
Crimson and Clover är en poplåt, skriven av sångaren Tommy James och trummisen Peter Lucia. Den utgavs som singel i november 1968 av Tommy James & the Shondells, och kom också att namnge gruppens nästa studioalbum i december samma år. Den var en viktig låt för gruppen då Tommy James klargjort för skivbolaget Roulette att han med denna komposition fortsättningsvis ville skriva sina egna låtar istället för att förlita sig på utomstående låtskrivare. Låten blev en stor hit i USA och gruppens andra Billboardetta efter 1966 års "Hanky Panky". Den blev även populär i stora delar av Europa och Oceanien tidigt 1969, men i Storbritannien nådde den inte singellistan överhuvudtaget.
James fick idén till låttiteln efter att ha vaknat upp från en dröm där orden förekommit. Crimson är det engelska ordet för den röda kulören karmosin, och clover det engelska ordet för klöver. De representerade James favoritfärg och favoritblomma.

## Listplaceringar
| Lista (1968-1969) | Position              |
| ----------------- | --------------------- |
| Australien        | 4 (Go Set)            |
| Danmark           | 3 (DR "Top Ti")       |
| Flandern          | 3                     |
| Frankrike         | 15                    |
| Kanada            | 1 (RPM)               |
| Nederländerna     | 3                     |
| Nya Zeeland       | 1 (NZ Listner)        |
| Schweiz           | 1                     |
| USA               | 1 (Billboard Hot 100) |
| Vallonien         | 2                     |
| Västtyskland      | 2                     |
| Österrike         | 3                     |